# Mount-Pulag-Nationalpark
Der Mount-Pulag-Nationalpark ist ein philippinischer Nationalpark im Norden Luzons. Namensgebend ist der Berg Pulag.
Der Park wurde durch Präsidenten Proklamation der Philippinen Nr. 75 am 20. Februar 1987 auf einer Fläche von 11.550 Hektar eingerichtet und dient dem Schutz und der Erhaltung der natürlichen Eigenschaften der Region, ihrer vielfältigen Vegetation und Tierwelt. Der Park gehört zu der Cordillera Biosphären Zone und ist in das nationale Schutzgebiete Programm (NIPAS) eingebunden.

## Geographie
Der Mount Pulag Nationalpark liegt im Zentrum der Cordillera Central, des Hauptgebirgsstocks der Philippinische Kordilleren. Er liegt im Grenzgebiet zwischen den Provinzen Cordillera Administrative Region (CAR) und Cagayan Valley (R2). Das Gebirge im Park wird gekennzeichnet durch steile Hänge, Grate und Klippen an den Berghängen mit fließenden Übergängen zu den Gipfeln des Gebirgsstocks.
Im National Park Mt. Pulag liegt der namensgebende Berg, der Pulag. Er ist mit einer Höhe von 2.922 Meter über dem Meeresspiegel der höchste Berg auf Luzon und der zweithöchste der Philippinen.

## Flora & Fauna
Die Höhenlagen des Pulag sind baumlos und mit Gras sowie Zwergbambus (Yushania niitakayamensis) bewachsen. In tieferen Lagen wechselt die Vegetation hin zu einem subtropischen Bergregenwald voller Farne, Flechten und Moose. Die Hauptbaumart in dieser im Park ist die Benguetkiefer (Pinus insularis), die an den kargen, felsigen Hängen wachsen. Die Böden werden als nährstoffarm bezeichnet. Erwähnenswert sind mehrere Orchideenarten, von denen einige möglicherweise endemisch im Nationalpark sind, und andere seltene Pflanzen wie die Kannenpflanzen.
Die Tierwelt umfasst bedrohte Säugetiere wie der Philippinenhirsch und die Riesenborkenratte Phloeomys pallidus und 33 endemische Vogelarten.
Wasserfälle, Flüsse und kleine Seen kennzeichnen den Nationalpark.

## Kultur
Im Gebiet des Nationalparks siedeln mehrere indigene Stämme der Igarot: die Ibaloi, die Kalanguya, die Kankana-ey und die Karaos. Diese haben ein reiches Kulturleben mit vielen Riten und Traditionen. Sie bezeichnen das Gebiet um den Pulag als heiligen Boden. Viele Geschichten diese Stämme handeln von den Geistern der Bäume, Seen und Berge.
Eine absolute Besonderheit auf den Philippinen sind die "Kabayan-Mumien". Der Ort Kabayan ist ein Zentrum der "Ibaloi Kultur".
Als im 13. Jahrhundert die Ibaloi begannen, dieses Gebiet zu besiedeln, mumifizierten die Iblaoi ihre Toten und bestatteten diese in den umliegenden Höhlen. Viele Höhlen der Gegend um den Pulag wurden als Begräbnisstätten verwendet, es sind mehr als 120 Höhlen bekannt, in denen diese Begräbnisse stattgefunden haben. Die einheimischen Ibaloi beschützen heute diese Begräbnisstätten, da viele Besucher in der Vergangenheit Artefakte und Mumien gestohlen oder zerstört hatten. Ein kleines Museum in Kabayan präsentiert die Artefakte, traditionelle Kleidung und Mumien der Ibaloi Kultur.

## Wassermanagement
Der Mt. Pulag National Park ist eine wichtige Region für die Bereitstellung von Trinkwasser für häusliche und industrielle Nutzung, Bewässerung, Stromerzeugung aus Wasserkraft und Aquakultur.

## Quelle
- Der Mount Pulag Natural Park auf der UNESCO Tentative Liste
- Profil des Mount Pulag Naturparks als PDF
- Die Kabayan-Mumien auf World Monuments Fund mit Fotos